# Short track na Zimowych Igrzyskach Olimpijskich 2022 – 1000 m kobiet
Bieg na 1000 m kobiet rozgrywany w ramach short tracku na Zimowych Igrzyskach Olimpijskich 2022 odbył się 9 i 11 lutego w Capital Indoor Stadium w Pekinie.

## Terminarz
| Data      | Konkurencja  | Godzina rozpoczęcia | Godzina rozpoczęcia |
| Data      | Konkurencja  | UTC+08:00           | CET                 |
| --------- | ------------ | ------------------- | ------------------- |
| 9 lutego  | Eliminacje   | 19:44               | 12:44               |
| 11 lutego | Ćwierćfinały | 19:00               | 12:00               |
| 11 lutego | Półfinały    | 19:55               | 12:55               |
| 11 lutego | Finał B      | 20:37               | 13:37               |
| 11 lutego | Finał A      | 20:43               | 13:43               |

## Rekordy
Rekordy obowiązujące przed rozpoczęciem igrzysk.
| Rekord            | Zawodniczka     | Czas     | Miejsce | Data                      |
| ----------------- | --------------- | -------- | ------- | ------------------------- |
| Rekord świata     | Shim Suk-hee    | 1:26,661 | Calgary | 21 października 2012(dts) |
| Rekord olimpijski | Valérie Maltais | 1:28.771 | Soczi   | 18 lutego 2014(dts)       |

## Wyniki

### Eliminacje
| Miejsce | Grupa | Zawodniczka                | Reprezentacja               | Czas     | Uwagi |
| ------- | ----- | -------------------------- | --------------------------- | -------- | ----- |
| 1.      | 1     | Choi Min-jeong             | Korea Południowa            | 1:28,053 | Q     |
| 2.      | 1     | Selma Poutsma              | Holandia                    | 1:28,115 | Q     |
| 3.      | 1     | Anna Wostrikowa            | Rosyjski Komitet Olimpijski | 1:28,290 | q     |
| 4.      | 1     | Kathryn Thomson            | Wielka Brytania             | 1:30,037 |       |
| 1.      | 2     | Suzanne Schulting          | Holandia                    | 1:27,292 | Q,    |
| 2.      | 2     | Han Yutong                 | Chińska Republika Ludowa    | 1:27,401 | Q     |
| 3.      | 2     | Corinne Stoddard           | Stany Zjednoczone           | 1:27,528 | q     |
| 4.      | 2     | Shione Kaminaga            | Japonia                     | 1:28,465 |       |
| 1.      | 3     | Qu Chunyu                  | Chińska Republika Ludowa    | 1:30,342 | Q     |
| 2.      | 3     | Xandra Velzeboer           | Holandia                    | 1:30,454 | Q     |
| 3.      | 3     | Gwendoline Daudet          | Francja                     | 1:31,734 |       |
| 4.      | 3     | Zsófia Kónya               | Węgry                       |          |       |
| 1.      | 4     | Arianna Fontana            | Włochy                      | 1:30,066 | Q     |
| 2.      | 4     | Sumire Kikuchi             | Japonia                     | 1:30,154 | Q     |
| 3.      | 4     | Olga Tichonowa             | Kazachstan                  | 1:56,438 |       |
| –       | 4     | Sofia Proswirnowa          | Rosyjski Komitet Olimpijski |          | DSQ   |
| 1.      | 5     | Maame Biney                | Stany Zjednoczone           | 1:27,859 | Q     |
| 2.      | 5     | Lee Yu-bin                 | Korea Południowa            | 1:27,862 | Q     |
| 3.      | 5     | Zhang Chutong              | Chińska Republika Ludowa    | 1:27,910 | q     |
| 4.      | 5     | Kim Boutin                 | Kanada                      |          |       |
| 1.      | 6     | Courtney Sarault           | Kanada                      | 1:27,798 | Q     |
| 2.      | 6     | Hanne Desmet               | Belgia                      | 1:27,836 | Q     |
| 3.      | 6     | Kim A-lang                 | Korea Południowa            | 1:28,680 |       |
| 4.      | 6     | Yuki Kikuchi               | Japonia                     | 1:28,764 |       |
| 1.      | 7     | Natalia Maliszewska        | Polska                      | 1:29,610 | Q     |
| 2.      | 7     | Jekatierina Jefriemienkowa | Rosyjski Komitet Olimpijski | 1:29,734 | Q     |
| 3.      | 7     | Alyson Charles             | Kanada                      | 1:29,863 | ADV   |
| –       | 7     | Tifany Huot-Marchand       | Francja                     |          | DSQ   |
| 1.      | 8     | Kristen Santos             | Stany Zjednoczone           | 1:28,237 | Q     |
| 2.      | 8     | Petra Jászapáti            | Węgry                       | 1:28,392 | Q     |
| 3.      | 8     | Cynthia Mascitto           | Włochy                      | 1:28,471 |       |
| 4.      | 8     | Kamila Stormowska          | Polska                      | 1:28,567 |       |

### Ćwierćfinały
| Miejsce | Grupa | Zawodniczka                | Reprezentacja               | Czas     | Uwagi |
| ------- | ----- | -------------------------- | --------------------------- | -------- | ----- |
| 1.      | 1     | Suzanne Schulting          | Holandia                    | 1:26,514 | Q,    |
| 2.      | 1     | Han Yutong                 | Chińska Republika Ludowa    | 1:26,592 | Q     |
| 3.      | 1     | Corinne Stoddard           | Stany Zjednoczone           | 1:27,912 | q     |
| 4.      | 1     | Qu Chunyu                  | Chińska Republika Ludowa    | 1:28,355 |       |
| 5.      | 1     | Xandra Velzeboer           | Holandia                    | 1:31,638 |       |
| 2.      | 2     | Lee Yu-bin                 | Korea Południowa            | 1:29,120 | Q     |
| 1.      | 2     | Maame Biney                | Stany Zjednoczone           | 1:29,225 | Q     |
| 3.      | 2     | Jekatierina Jefriemienkowa | Rosyjski Komitet Olimpijski | 1:29,434 |       |
| 4.      | 2     | Anna Wostrikova            | Rosyjski Komitet Olimpijski | 1:30,021 |       |
| 5.      | 2     | Natalia Maliszewska        | Polska                      | 1:48,908 |       |
| 1.      | 3     | Arianna Fontana            | Włochy                      | 1:29,324 | Q     |
| 2.      | 3     | Hanne Desmet               | Belgia                      | 1:29,388 | Q     |
| 3.      | 3     | Courtney Sarault           | Kanada                      | 1:29,450 |       |
| 4.      | 3     | Zhang Chutong              | Chińska Republika Ludowa    | 1:29,755 |       |
| 5.      | 3     | Sumire Kikuchi             | Japonia                     | 1:37,170 |       |
| 1.      | 4     | Kristen Santos             | Stany Zjednoczone           | 1:28,393 | Q     |
| 2.      | 4     | Choi Min-jeong             | Korea Południowa            | 1:28,722 | Q     |
| 3.      | 4     | Petra Jászapáti            | Węgry                       | 1:28,786 | q     |
| 4.      | 4     | Selma Poutsma              | Holandia                    | 1:29,077 |       |
| 5.      | 4     | Alyson Charles             | Kanada                      | 1:30,161 |       |

### Półfinały
| Miejsce | Grupa | Zawodniczka       | Reprezentacja     | Czas     | Uwagi |
| ------- | ----- | ----------------- | ----------------- | -------- | ----- |
| 1.      | 1     | Suzanne Schulting | Holandia          | 1:28,108 | QA    |
| 2.      | 1     | Hanne Desmet      | Belgia            | 1:28,166 | QA    |
| 3.      | 1     | Lee Yu-bin        | Korea Południowa  | 1:28,170 | QB    |
| 4.      | 1     | Maame Biney       | Stany Zjednoczone | 1:28,806 | QB    |
| 5.      | 1     | Petra Jászapáti   | Węgry             | 1:28,827 | QB    |
| 1.      | 2     | Kristen Santos    | Stany Zjednoczone | 1:26,783 | QA    |
| 2.      | 2     | Arianna Fontana   | Włochy            | 1:26,811 | QA    |
| 3.      | 2     | Choi Min-jeong    | Korea Południowa  | 1:26,850 | QA    |
| 4.      | 2     | Corinne Stoddard  | Stany Zjednoczone | 1:27,626 | QB    |
| 5.      | 2     | Xandra Velzeboer  | Holandia          | 1:27,777 | QB    |

### Finały

#### Finał B
| Miejsce | Zawodniczka      | Reprezentacja     | Czas     | Uwagi |
| ------- | ---------------- | ----------------- | -------- | ----- |
| 5.      | Xandra Velzeboer | Holandia          | 1:29,668 |       |
| 6.      | Lee Yu-bin       | Korea Południowa  | 1:29,739 |       |
| 7.      | Corinne Stoddard | Stany Zjednoczone | 1:29,845 |       |
| 8.      | Petra Jászapáti  | Węgry             | 1:30,249 |       |
| 9.      | Maame Biney      | Stany Zjednoczone | 1:30,736 |       |

#### Finał A
| Miejsce | Zawodniczka       | Reprezentacja     | Czas     | Uwagi |
| ------- | ----------------- | ----------------- | -------- | ----- |
| 01 !    | Suzanne Schulting | Holandia          | 1:28,391 |       |
| 02 !    | Choi Min-jeong    | Korea Południowa  | 1:28,443 |       |
| 03 !    | Hanne Desmet      | Belgia            | 1:28,928 |       |
| 4.      | Kristen Santos    | Stany Zjednoczone | 1:42,745 |       |
| -       | Arianna Fontana   | Włochy            |          | DSQ   |